# IC 2453
IC 2453 ist eine Spiralgalaxie vom Hubble-Typ S im Sternbild Krebs auf der Ekliptik. Sie ist schätzungsweise 399 Millionen Lichtjahre von der Milchstraße entfernt.
Das Objekt wurde am 9. April 1896 von Stéphane Javelle entdeckt.